# Sigara berneri
Sigara berneri är en insektsart som beskrevs av Hungerford och Hussey 1957. Sigara berneri ingår i släktet Sigara och familjen buksimmare. Inga underarter finns listade i Catalogue of Life.